# Lista de Estados soberanos em 2009
Estados soberanos por ano ·  Lista de estados soberanos em 2008 ·  Acontecimentos de 2009 ·  Lista de estados soberanos em 2010
Esta lista contém todos os estados soberanos que existiram no decorrer do ano de 2009. Inclui não apenas os estados que tiveram reconhecimento internacional alargado, mas também aqueles que foram na sua generalidade não-reconhecidos. Inclui também todos os territórios não-soberanos que não formam parte integrante de nenhum estado soberano (ditas dependências).

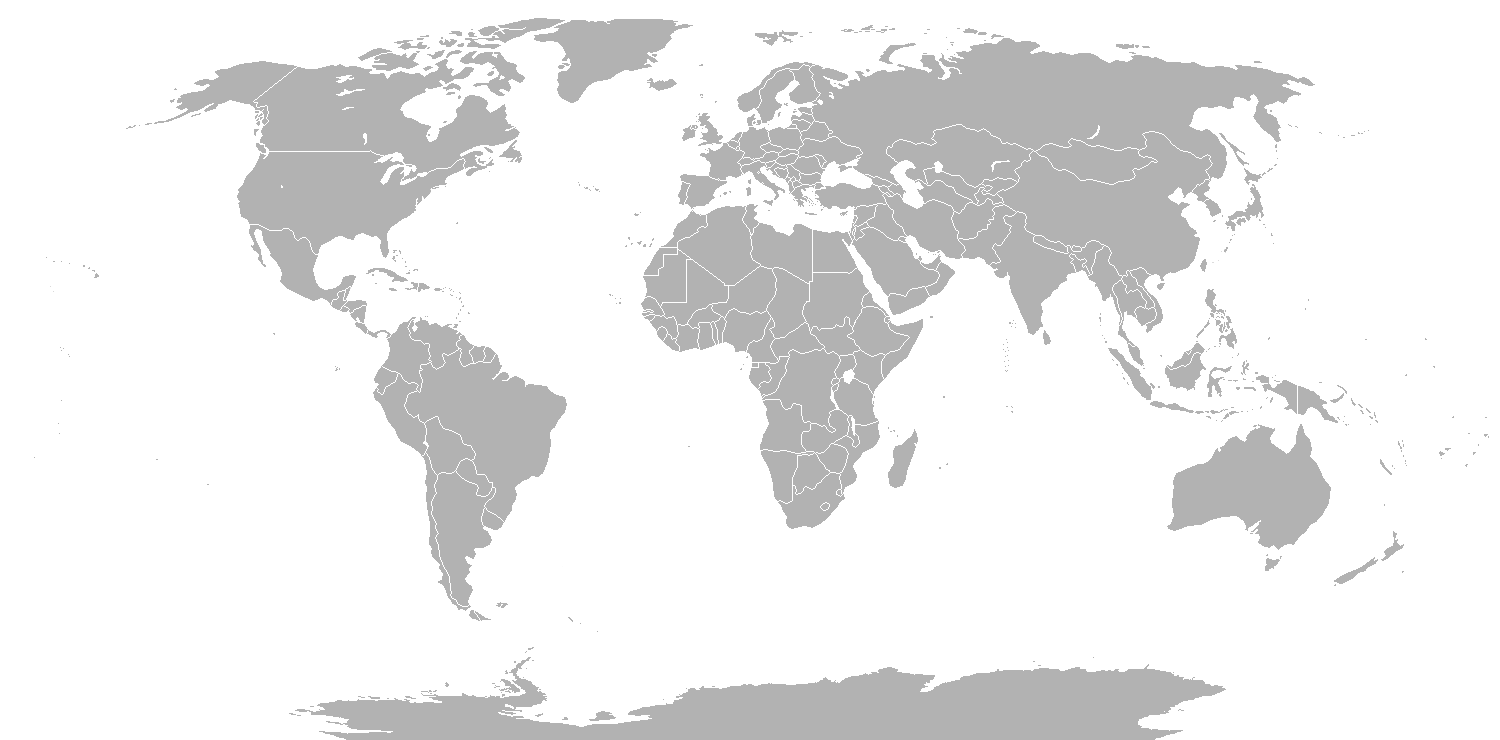
Estados soberanos em 2009

## Estados soberanos reconhecidos internacionalmente
Em 2009, há 193 estados reconhecidos diplomaticamente por uma maioria de outros estados soberanos. Membros da Organização das Nações Unidas estão indicados por [ONU].

### A
- Afeganistão - República Islâmica do Afeganistão [ONU]
- África do Sul - República da África do Sul [ONU]
- África Central: ver República Centro-Africana
- Albânia - República da Albânia [ONU]
- Alemanha - República Federal da Alemanha [ONU]
- Andorra - Principado de Andorra [ONU]
- Angola - República de Angola [ONU]
- Antiga e Barbuda [ONU]
- Arábia Saudita - Reino da Arábia Saudita [ONU]
- Argélia - República Democrática Popular da Argélia [ONU]
- Argentina - República Argentina [ONU][1]
- Arménia - República da Arménia [ONU]
- Austrália - Comunidade da Austrália [ONU]
- Áustria - República da Áustria [ONU]
- Azerbaijão - República do Azerbaijão [ONU]

### B
- Baamas - Comunidade das Baamas [ONU]
- Bangladexe - República Popular do Bangladexe [ONU]
- Barbados [ONU]
- Barém - Reino do Barém [ONU]
- Bélgica - Reino da Bélgica [ONU]
- Belize [ONU]
- Benim - República do Benim [ONU]
- Bielorrússia - República da Bielorrússia [ONU]
- Birmânia: ver Mianmar
- Bolívia - República da Bolívia [ONU]
- Bósnia e Herzegovina [ONU]
- Botsuana - República do Botsuana [ONU]
- Brasil - República Federativa do Brasil [ONU]
- Brunei - Estado do Brunei Morada da Paz [ONU]
- Bulgária - República da Bulgária [ONU]
- Burquina Fasso [ONU]
- Burúndi - República do Burúndi [ONU]
- Butão - Reino do Butão [ONU]

### C
- Cabo Verde - República de Cabo Verde [ONU]
- Camarões - República dos Camarões [ONU]
- Camboja - Reino do Camboja [ONU]
- Canadá [ONU]
- Catar - Estado do Catar [ONU]
- Cazaquistão - República do Cazaquistão [ONU]
- Ceilão: ver Sri Lanca
- Centro-Africana, República [ONU]
- Chade - República do Chade [ONU]
- Checa, República [ONU]
- Chile - República do Chile [ONU][1]
- China - República Popular da China [ONU]
- Chipre - República de Chipre [ONU]
- Cingapura: ver Singapura
- Colômbia - República da Colômbia [ONU]
- Comores - União das Comores [ONU]
- Congo, República do [ONU]
- Congo, República Democrática do [ONU]
- Coreia do Norte - República Popular Democrática da Coreia [ONU]
- Coreia do Sul - República da Coreia [ONU]
- Costa do Marfim - República da Costa do Marfim [ONU]
- Costa Rica - República da Costa Rica [ONU]
- Croácia - República da Croácia [ONU]
- Cuba - República de Cuba [ONU]

### D
- Dinamarca - Reino da Dinamarca [ONU]
- Djibuti: ver Jibuti
- Dominica - Comunidade da Dominica [ONU]
- Dominicana, República [ONU]

### E
- Egito - República Árabe do Egito [ONU]
- El Salvador: ver Salvador
- Emirados Árabes Unidos [ONU]
- Equador - República do Equador [ONU]
- Eritreia - Estado da Eritreia [ONU]
- Eslováquia - República Eslovaca [ONU]
- Eslovénia - República da Eslovénia [ONU]
- Espanha - Reino de Espanha [ONU]
- Estados Unidos - Estados Unidos da América [ONU]
- Estónia - República da Estónia [ONU]
- Etiópia - República Democrática Federal da Etiópia [ONU]

### F
- Fiji - República das Ilhas Fiji [ONU]
- Filipinas - República das Filipinas [ONU]
- Finlândia - República da Finlândia [ONU]
- França - República Francesa [ONU]

### G
- Gabão - República Gabonesa[ONU]
- Gâmbia - República da Gâmbia [ONU]
- Gana - República do Gana [ONU]
- Geórgia [ONU]
- Grã-Bretanha: ver Reino Unido
- Granada [ONU]
- Grécia - República Helénica [ONU]
- Guatemala - República da Guatemala [ONU]
- Guiana - República Cooperativa da Guiana [ONU]
- Guiné - República da Guiné [ONU]
- Guiné-Bissau - República da Guiné-Bissau [ONU]
- Guiné Equatorial - República da Guiné Equatorial [ONU]

### H
- Haiti - República do Haiti [ONU]
- Holanda: ver Países Baixos
- Honduras - República das Honduras [ONU]
- Hungria - República da Hungria [ONU]

### I
- Iémen - República do Iémen [ONU]
- Índia - República da Índia [ONU]
- Indonésia - República da Indonésia [ONU]
- Inglaterra: ver Reino Unido
- Irão - República Islâmica do Irão [ONU]
- Iraque - República do Iraque [ONU]
- Irlanda - República da Irlanda [ONU]
- Islândia - República da Islândia [ONU]
- Israel - Estado de Israel [ONU]
- Itália - República Italiana [ONU]

### J
- Jamaica [ONU]
- Japão [ONU]
- Jibuti - República do Jibuti [ONU]
- Jordânia - Reino Hachemita da Jordânia [ONU]

### K
- Kiribati: ver Quiribáti
- Kuwait - Estado do Kuwait[ONU]

### L
- Laos - República Democrática Popular Lau [ONU]
- Lesoto - Reino do Lesoto [ONU]
- Letónia - República da Letónia [ONU]
- Líbano - República Libanesa [ONU]
- Libéria - República da Libéria [ONU]
- Líbia - Grande Jamahiriya Árabe Líbia Popular Socialista [ONU]
- Listenstaine - Principado do Listenstaine[ONU]
- Lituânia - República da Lituânia [ONU]
- Luxemburgo - Grão-Ducado do Luxemburgo [ONU]

### M
- Macedónia - República da Macedonia [ONU][2]
- Madagáscar - República de Madagáscar [ONU]
- Malásia [ONU]
- Maláui - República do Maláui [ONU]
- Maldivas - República das Maldivas [ONU]
- Mali - República do Mali [ONU]
- Malta - República de Malta [ONU]
- Marrocos - Reino de Marrocos [ONU]
- Marshall, Ilhas - República das Ilhas Marshall [ONU]
- Maurícia - República da Maurícia [ONU]
- Mauritânia - República Islâmica da Mauritânia [ONU]
- México - Estados Unidos Mexicanos [ONU]
- Mianmar - União de Mianmar [ONU]
- Micronésia - Estados Federados da Micronésia [ONU]
- Moçambique - República de Moçambique [ONU]
- Moldávia - República da Moldávia [ONU]
- Mónaco - Principado de Mónaco [ONU]
- Mongólia [ONU]
- Montenegro [ONU]

### N
- Namíbia - República da Namíbia [ONU]
- Nauru - República de Nauru [ONU]
- Nepal - República Democrática Federal do Nepal [ONU]
- Nicarágua - República da Nicarágua [ONU]
- Níger - República do Níger [ONU]
- Nigéria - República Federal da Nigéria [ONU]
- Noruega - Reino da Noruega [ONU]
- Nova Zelândia [ONU]

### O
- Omã - Sultanato de Omã [ONU]

### P
- Países Baixos - Reino dos Países Baixos [ONU]
- Palau - República do Palau [ONU]
- Panamá - República do Panamá [ONU]
- Papua-Nova Guiné - Estado Independente da Papua-Nova Guiné [ONU]
- Paquistão - República Islâmica do Paquistão [ONU]
- Paraguai - República do Paraguai [ONU]
- Peru - República do Peru [ONU]
- Polónia - República da Polónia [ONU]
- Portugal - República Portuguesa [ONU]

### Q
- Qatar: ver Catar
- Quaite: ver Couaite
- Quénia - República do Quénia [ONU]
- Quirguistão - República Quirguiz [ONU]
- Quiribáti - República do Quiribáti [ONU]

### R
- Reino Unido - Reino Unido da Grã-Bretanha e Irlanda do Norte [ONU]
- Roménia [ONU]
- Ruanda - República do Ruanda [ONU]
- Rússia - Federação Russa [ONU]

### S
- Salomão, Ilhas [ONU]
- El Salvador - República do Salvador [ONU]
- Samoa - Estado Independente da Samoa [ONU]
- Santa Lúcia [ONU]
- São Cristóvão e Neves - Federação de São Cristóvão e Neves [ONU]
- São Domingos: ver República Dominicana
- São Marinho - República Sereníssima de São Marinho [ONU]
- São Tomé e Príncipe - República Democrática de São Tomé e Príncipe [ONU]
- São Vicente e Granadinas [ONU]
- Seicheles - República das Seicheles [ONU]
- Senegal - República do Senegal [ONU]
- Serra Leoa - República da Serra Leoa [ONU]
- Sérvia - República da Sérvia [ONU]
- Singapura - República de Singapura [ONU]
- Síria - República Árabe Síria [ONU]
- Somália - República Somaliana [ONU]
- Sri Lanca - República Socialista Democrática do Sri Lanca [ONU]
- Suazilândia - Reino da Suazilândia [ONU]
- Sudão - República do Sudão [ONU]
- Suécia - Reino da Suécia [ONU]
- Suíça - Confederação Helvética [ONU]
- Suriname - República do Suriname [ONU]

### T
- Tailândia - Reino da Tailândia [ONU]
- Tajiquistão - República do Tajiquistão [ONU]
- Tanzânia - República Unida da Tanzânia [ONU]
- Tchade: ver Chade
- Tcheca, República: ver República Checa
- Timor-Leste - República Democrática de Timor-Leste [ONU]
- Togo - República Togolesa [ONU]
- Tonga - Reino do Tonga [ONU]
- Trindade e Tobago - República de Trindade e Tobago [ONU]
- Tunísia - República da Tunísia [ONU]
- Turcomenistão [ONU]
- Turquia - República da Turquia [ONU]
- Tuvalu [ONU]

### U
- Ucrânia [ONU]
- Uganda - República do Uganda [ONU]
- Uruguai - República Oriental do Uruguai [ONU]
- Usbequistão - República do Usbequistão [ONU]

### V
- Vanuatu - República do Vanuatu [ONU]
- Vaticano, Cidade do - Estado da Cidade do Vaticano
- Venezuela - República Bolivariana da Venezuela [ONU]
- Vietname - República Socialista do Vietname [ONU]

### Y
- Yémen: ver Iémen

### Z
- Zâmbia - República da Zâmbia [ONU]
- Zimbábue - República do Zimbábue [ONU]

## Outros estados
Em 2009, há dez estados não reconhecidos como soberanos pela maioria dos outros países.
- Abecásia - República da Abecásia
  - Estado de facto independente. Reivindicado pela Geórgia como República Autónoma da Abecásia. Reconhecida pela Nicarágua, Rússia, Ossétia do Sul e Trandniéstria.
- Alto Carabaque - República do Alto Carabaque
  - Estado de facto independente. Não reconhecido por qualquer outro estado. Reivindicado pelo Azerbaijão.
- Chipre Setentrional - República Turca de Chipre Setentrional
  - Estado de facto independente. Reconhecido apenas pela Turquia. Reivindicado pelo Chipre.
- Cosovo - República do Cosovo
  - Estado de facto independente. Reconhecido por diversos membros das Nações Unidas e pela República da China. Reivindicado pela Sérvia como Província Autónoma do Cosovo e Metohija.
- Formosa - República da China[3]
  - Estado de facto independente; de jure a República da China, uma entidade política reconhecida pela República Popular da China como o seu extinto (e não mais legítimo) estado predecessor. Para além da Formosa, a República da China governa ainda parte das Ilhas Spratly e não abdicou das reivindicações sob a China continental e Mongólia. O território da República da China é reivindicado pela República Popular da China.
- Ossétia do Sul - República da Ossétia do Sul
  - Estado de facto independente. Reivindicado pela Geórgia como Entidade Administrativa Provisória da Ossétia do Sul. Reconhecida pela Abecásia, Nicarágua, Rússia, e Transdniéstria.
- Palestina
  - Os territórios palestinos estão parcialmente controlados por Israel e parcialemten sob o controlo da Autoridade Nacional Palestina, uma entidade autónoma com relações diplomáticas com vários membros das Nações Unidas. A Organização para a Libertação da Palestina é um membro observador das Nações Unidas.
- Saariana, República Democrática Árabe
  - Estado de facto independente reconhecido por vários membros das Nações Unidas. Os territórios sob seu controlo, a chamada Zona Livre, são reivindicados por Marrocos como parte da sua Província Meridional. Por seu turno, a República Democrática Árabe Saariana reivindica a parte do Saara Ocidental a oeste da Barreira Marroquina controlada por Marrocos. O seu governo resideno exílio na Argélia.
- Somalilândia - República da Somalilândia
  - Estado de facto independente. Não reconhecido por qualquer outro estado. Reivindicado pela Somália.
- Transdniéstria - República Moldava Transdniestriana
  - Estado de facto independente. Reconhecido apenas pela Abecásia e Ossétia do Sul. Reivindicada pela Moldávia.

## Territórios não-soberanos

### Austrália
- Ashmore e Cartier, Ilhas - Território das Ilhas Ashmore e Cartier (Território externo desabitado)
- Cocos (Keeling), Ilhas  - Território das Ilhas Cocos (Keeling) (Território externo)
- Heard e Ilhas McDonald, Ilha - Território da Ilha Heard e Ilhas McDonald (Território externo desabitado)
- Mar de Coral, Ilhas do - Território das Ilhas do Mar de Coral (Território externo desabitado)
- Natal, Ilha do - Território da Ilha do Natal (Território externo)
- Norfolque, Ilha de - Território da Ilha de Norfolque (Território externo)
- Território Antártico Australiano (Território externo desabitado)[1]

### Dinamarca
- Féroe, Ilhas (Província autónoma)
- Gronelândia (Província autónoma)

### France
- Clipperton, Ilha de (Possessão desabitada)
- Polinésia Francesa (País ultramarino)
- Maiote - Coletividade Departamental de Maiote (Coletividade ultramarina)[4]
- Nova Caledónia (Coletividade sui generis)
- São Bartolomeu - Coletividade de São Bartolomeu (Coletividade ultramarina)
- São Martinho - Coletividade de São Martinho (Coletividade ultramarina)
- São Pedro e Miquelão - Coletividade Territorial de São Pedro e Miquelão (Coletividade ultramarina)
- Terras Austrais e Antárticas Francesas - Território das Terras Austrais e Antárticas Francesas  (Território ultramarino desabitado)[1][5]
- Wallis e Futuna - Território das Ilhas Wallis e Futuna (Coletividade ultramarina)

### Países Baixos
- Antilhas Neerlandesas (País ultramarino)
- Aruba (País ultramarino)

### Nova Zelândia
- Cook, Ilhas (Estado autónomo em associação livre com a Nova Zelândia)
- Niue (Estado autónomo em associação livre com a Nova Zelândia)
- Ross, Dependência de (Território dependente desabitado)[1]
- Toquelau (Território dependente)

### Norway
- Bouvet, Ilha (Possessão desabitada)
- Pedro I, Ilha (Possessão desabitada)[1]
- Terra da Rainha Maud (Possessão desabitada)[1]

### Reino Unido
- Acrotíri e Decélia - Áreas das Bases Soberanas de Acrotíri e Decélia (Áreas de bases soberanas administradas como um único território ultramarino)
- Anguila (Território ultramarino)
- Bermuda (Território ultramarino autónomo)
- Caimão, Ilhas (Território ultramarino)
- Gibraltar (Território ultramarino)[6]
- Geórgia do Sul e Sanduíche do Sul, Ilhas (Território ultramarino)[7]
- Guérnessei - Bailiado de Guérnessei (Dependência da coroa)
- Jérsia - Bailiado da Jérsia (Dependência da coroa)
- Malvinas (Falkland), Ilhas (Território ultramarino)[7]
- Man, Ilha de (Dependência da coroa)
- Monserrate (Território ultramarino)
- Pitcairn, Ilhas - Ilhas Pitcairn, Henderson, Ducie e Oeno (Território ultramarino)
- Santa Helena (Território ultramarino)
- Território Antártico Britânico (Território ultramarino desabitado)[1]
- Território Britânico do Oceano Índico (Território ultramarino desabitado)
- Turcas e Caicos, Ilhas (Território ultramarino)
- Virgens Britânicas, Ilhas (Território ultramarino)

### Estados Unidos
- Guam - Território de Guam (Territory)
- Howland, Ilha (Território desabitado)
- Jarvis, Ilhas (Território desabitado)
- Johnston, Atol (Território desabitado)
- Kingman, Recife (Território desabitado)
- Marianas Setentrionais, Ilhas - Comunidade das Ilhas Marianas Setentrionais (Território)
- Midway, Atol (Território desabitado)
- Navassa, Ilha (Território desabitado)[8]
- Palmyra, Atol (Território desabitado)
- Petrel, Ilhas (Território desabitado)[9]
- Porto Rico - Comunidade de Porto Rico (Território)
- Samoa Americana - Território da Samoa Americana (Território)(Território desabitado)
- Serranilla, Banco de (Território desabitado)[10]
- Virgens dos Estados Unidos, Ilhas (Território)
- Wake, Ilhas (Território desabitado)[11]

## Notes
1. 1 2 3 4 5 6 7 8  Inclui uma revindicação antárctica, nem reconhecida nem disputada sob os termos do sistema do Tratado da Antátida.
2. ↑  Referida pelas Nações Unidas como "Antiga República Jugoslava da Macedónia".
3. ↑  A República da China não se refere a si própria oficialmente como Formosa ou Taiuã, chamando-se "República da China" ou (ocasionalmente) "República da China (Formosa)". Em contextos internacional, o estado é por vezes conhecido como "Taipé Chinês".
4. ↑  Reivindicada pelas Comores
5. ↑  Reivindicado em parte pela Maurícia, Comores, Seicheles e Madagáscar
6. ↑  Reivindicado por Espanha
7. 1 2  Reivindicadas pela Argentina
8. ↑  Revindicada pelo Haiti
9. ↑  Reivindicadas pela Jamaica, Colômbia, Nicarágua, and possivelmente as Honduras.
10. ↑  Claimed indirectly by Colombia and possibly by Honduras
11. ↑  Reivindicada pelas Ilhas Marshall